# Chant d'amour (De Chirico)
Chant d'amour (en italien : Canto d'amore) est une peinture de l'artiste italien Giorgio De Chirico, réalisée en 1914.

## Description
Chant d'amour est une peinture à l'huile.

## Historique
Giorgio De Chirico peint Chant d'amour en 1914. Elle représente une sculpture classique, un gant et une boule verte avec, en arrière-plan, un train sombre.
L'œuvre est conservée au Museum of Modern Art de New York.